# Cimetière du Bourget (Seine-Saint-Denis)
Le cimetière du Bourget est le cimetière de la commune du Bourget en Seine-Saint-Denis, situé rue de l'Égalité.

## Historique
L'ancien cimetière se trouvait à côté de l'église et, par délibération du 19 juin 1832 , approuvée par ordonnance royale du  31 décembre de la même année, la commune fit l'acquisition du terrain actuel auprès de M. Bertucat, ce qui permit la fermeture de l'ancien cimetière en 1833. Des sépultures y restèrent toutefois, et une toile intitulée Combat pour le cimetière du Bourget, œuvre de Charles Escribe, représente les combats qui y eurent lieu de la deuxième bataille du Bourget, le 21 décembre 1870.
Le cimetière actuel a été agrandi, vers le nord, en 1970 et en 1983.
Il est mentionné dans le roman Les Mauvais garçons, d'Alphonse Royer et Auguste Barbier, paru en 1832.

## Description
Le terrain du cimetière est délimité par un triangle formé par la rue de l'Égalité, l'avenue John-Fitzgerald-Kennedy et l'autoroute du Nord, terrain qui se trouvait sur la commune de Dugny jusqu'en 1877.
Il compte 2 747 emplacements, dont 310 disponibles.
De nombreux soldats morts au combat pendant la première guerre mondiale y sont enterrés.

### Monument aux morts allemands

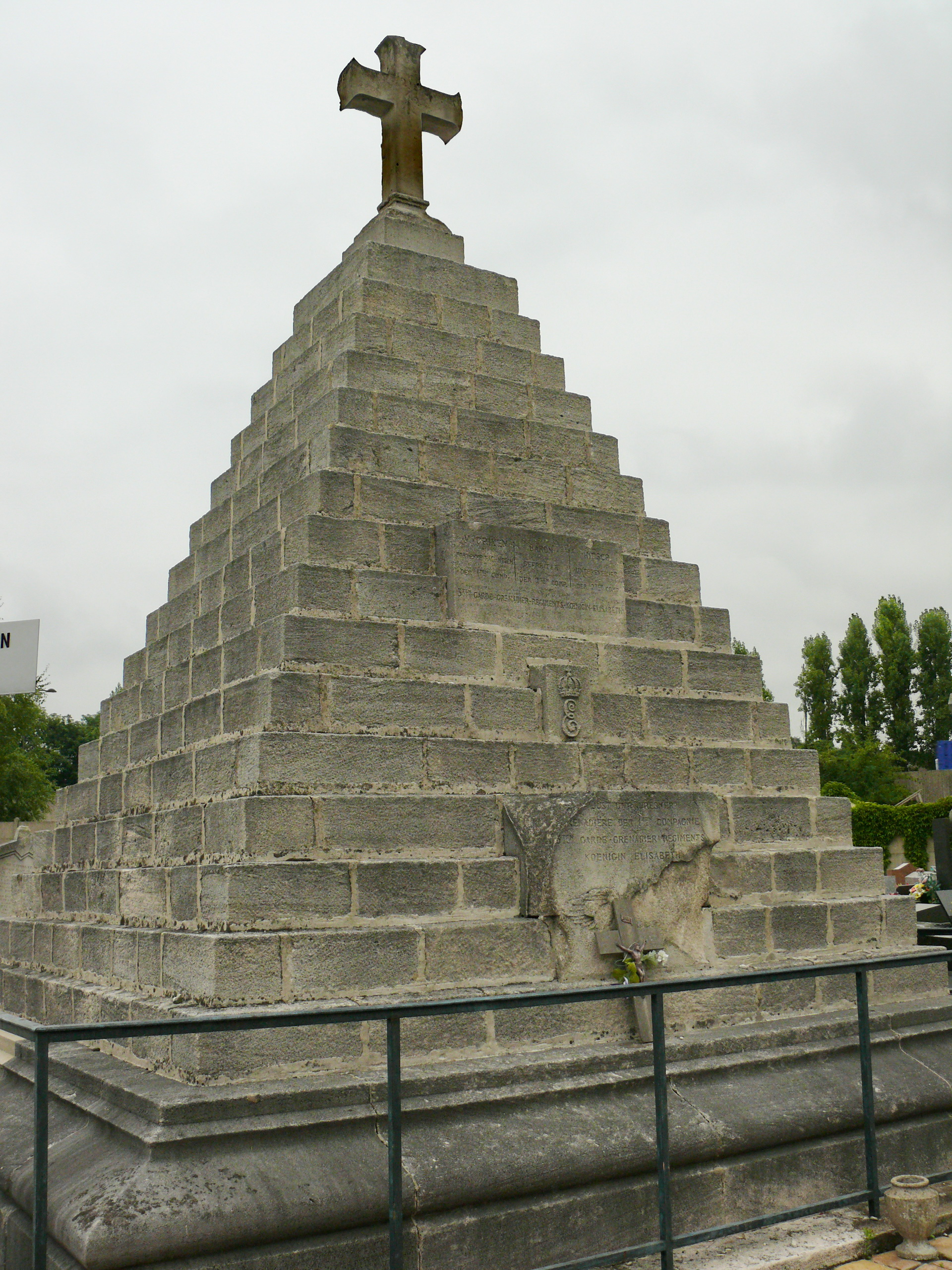
Le Bourget - Monument guerre 1870 - G.

On y trouve un monument commémoratif, re-édification d'un premier monument construit par les Allemands en 1870, et détruit par la ville en 1872, élevé par les Allemands en l'honneur des soldats de leur armée tués le 30 octobre 1870. Il fut reconstruit en 1877, dans le cadre de la loi du 4 avril 1873 relative aux tombes des militaires morts pendant la guerre de 1870-1871. Ces tombes furent aménagées, garnies d'un entourage en fonte portant la mention « Tombes militaires - Loi du 4 avril 1873 ».

## Personnalités
- Le commandant Amédée Rolland (1821-1896)[10]. Son monument funéraire a été réalisé par l'architecte Henri-Paul Nénot.

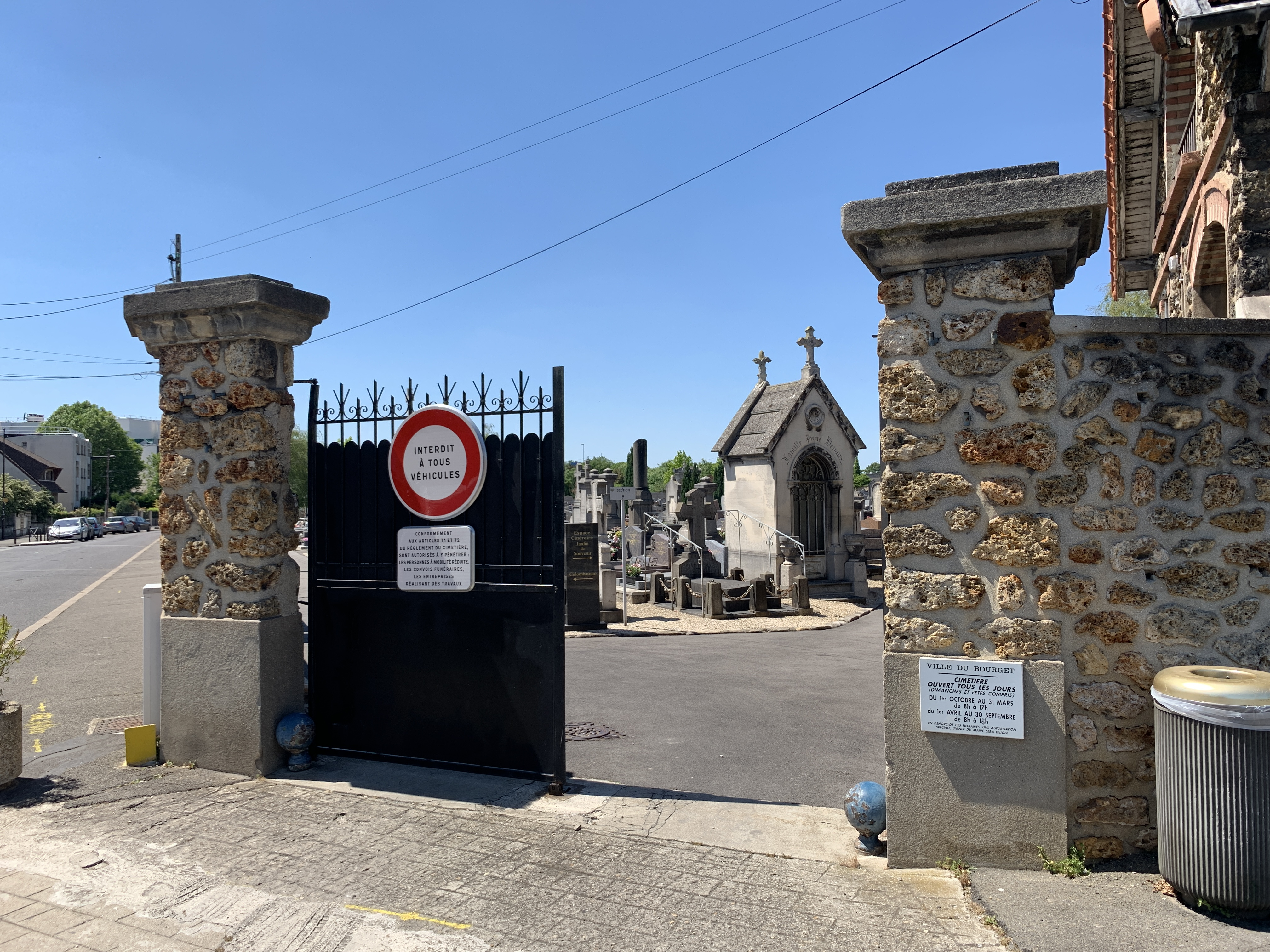
L'entrée et la maison du gardien.
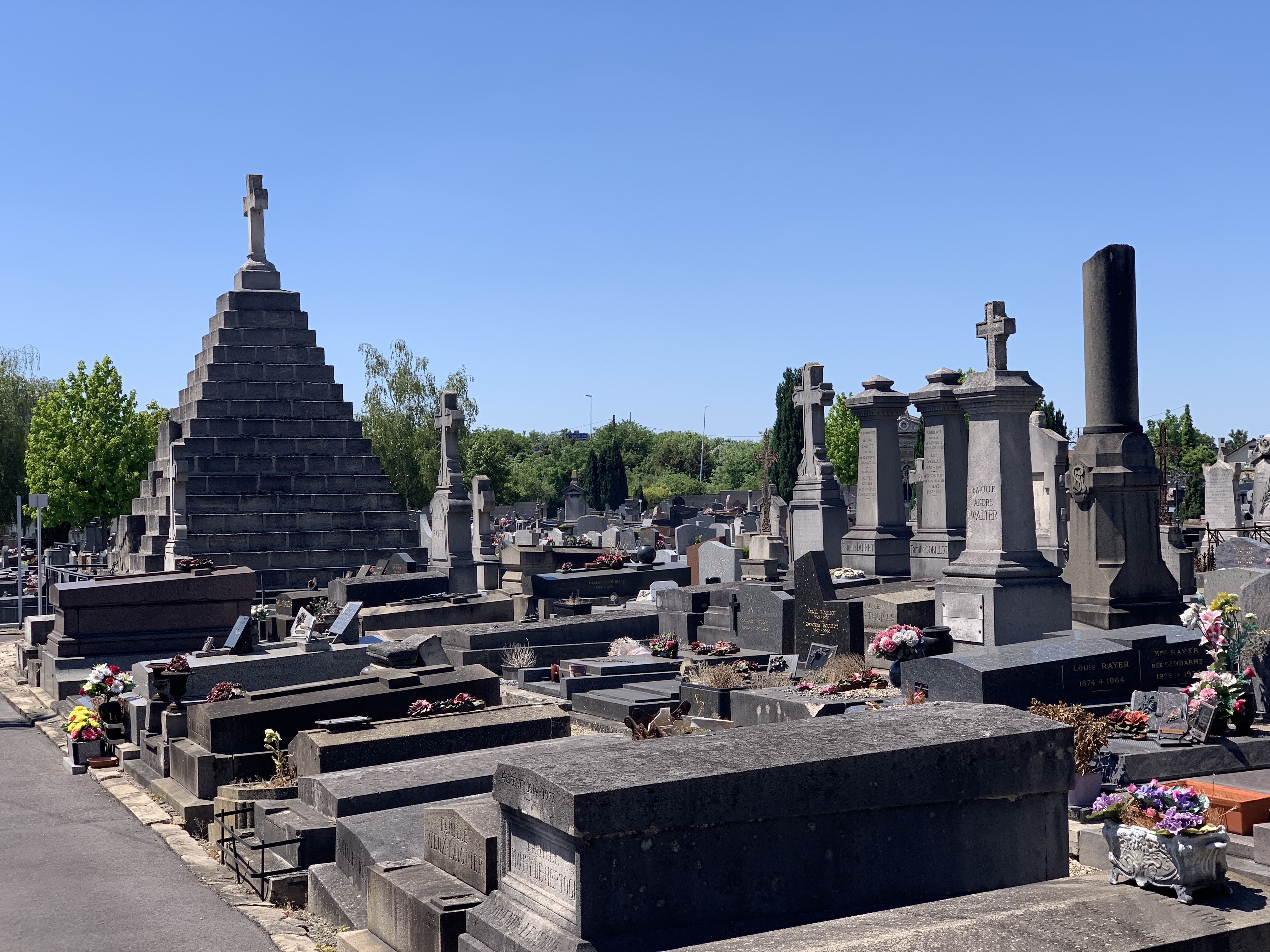
Partie ancienne du cimetière.
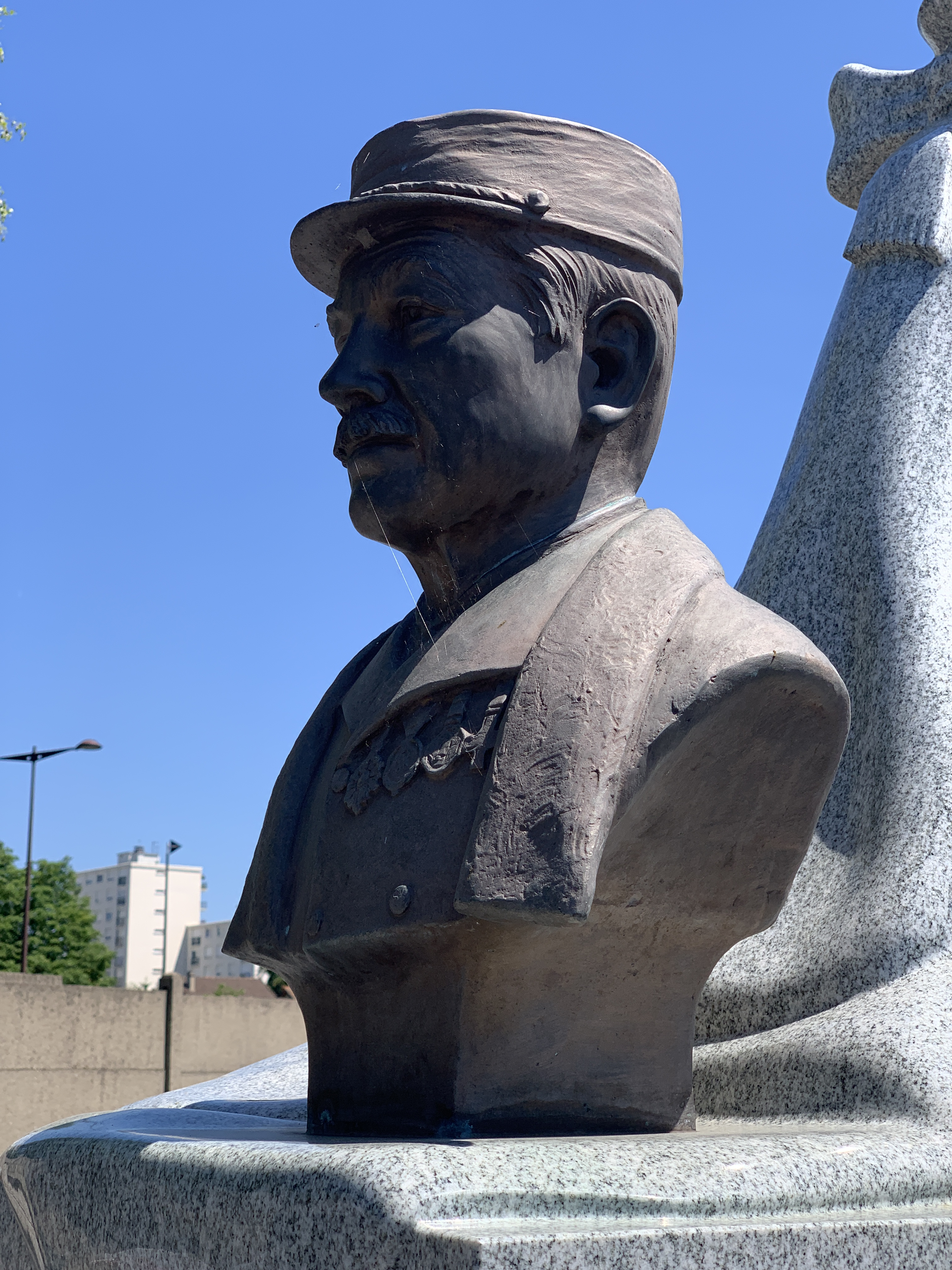
Buste du commandant Roland.